# ジェフ・スティンコ
ジェフ・スティンコ（Jeff Stinco、1975年8月22日 - ）はカナダのミュージシャン。シンプル・プランのメンバー。